# Sinsaenum
Sinsaenum est un groupe franco-américano-hongrois de death metal. Le groupe est formé à l'initiative de Frédéric Leclercq, en 2016.

## Histoire
Le supergroupe Sinsaenum est un projet lancé en 2016 par Frédéric Leclercq, bassiste de DragonForce puis de Kreator et principal compositeur. Il est rejoint par Stéphane Buriez, guitariste de Loudblast, Joey Jordison, batteur de Vimic et anciennement de Slipknot, et Heimoth, guitariste du groupe Seth, ici bassiste. Le chant est assuré par Attila Csihar du groupe Mayhem et Sean Zatorsky de Dååth,. 
Ils publient plusieurs EP et trois albums : Echoes of the Tortured en 2016, Repulsion for Humanity en 2018 et In Devastation en 2025.

## Membres

### Membres actuels
- Stéphane Buriez – guitare
- Attila Csihar – chant
- Heimoth – basse
- Frédéric Leclercq – guitare
- Sean Zatorsky – chant

### Anciens membres
- Joey Jordison – batterie (2016–2021, décédé en 2021)

## Discographie

### EP
- 2016 : Sinsaenum
- 2016 : A Taste of Sin
- 2017 : Ashes

## Liens Externes
- Site officiel
- Ressources relatives à la musique :   - Bandcamp
  - Discogs
  - Encyclopaedia Metallum
  - MusicBrainz
- Notices d'autorité :   - VIAF
  - ISNI
  - BnF (données)